# Sabanalarga (Casanare)
Sabanalarga è un comune della Colombia facente parte del dipartimento di Casanare.
L'abitato venne fondato da un gruppo di coloni provenienti da Boyacá a partire dal 1890, mentre l'istituzione del comune è del 3 dicembre 1965.